# Luís da Costa de Sousa de Macedo
Luís da Costa de Sousa de Macedo GOC • ComA • GOA • GCA • CvSE (Lisboa, Santos-o-Velho, 2 de Outubro de 1887 - Lisboa, 25 de Dezembro de 1970) foi um militar português.

## Família
D. Luís da Costa de Sousa de Macedo era filho de D. Bernardo António da Costa de Sousa de Macedo e de sua mulher Maria Adelaide Pinto Barbosa Cardoso, neto paterno do 5.º Visconde de Mesquitela de juro e herdade e 3.º Conde de Mesquitela, Representante do Título de Conde da Ilha da Madeira, 13.º Armador-Mor do Reino, 13.º Armeiro-Mor do Reino, 19.º Senhor da Quinta da Bacalhoa e Senhor do Morgado de Albuquerque e sobrinho paterno do 1.º Conde de Estarreja.

## Biografia
General de Engenharia Militar, Lente da Escola do Exército, participou na Guerra Civil de Espanha como Coronel, tendo sido condecorado, Director do Colégio Militar com o posto de Brigadeiro de 1944 a 1946, Presidente da Junta Autónoma das Estradas.

### Condecorações[1][2][3]
- Cavaleiro da Antiga, Nobilíssima e Esclarecida Ordem Militar de Sant'Iago da Espada, do Mérito Científico, Literário e Artístico de Portugal (30 de Janeiro de 1928)
- Comendador da Ordem Militar de São Bento de Avis de Portugal (5 de Outubro de 1928)
- Medalha da Cruz Vermelha do Mérito Militar de Espanha (8 de Setembro de 1939)
- Medalha da Campanha do Exército de Espanha (8 de Setembro de 1939)
- Grande-Oficial da Ordem Militar de São Bento de Avis de Portugal (4 de Dezembro de 1943)
- Cruz de 3.ª Classe com Distintivo Branco da Ordem do Mérito Militar de Espanha (23 de Outubro de 1946)
- Grã-Cruz da Ordem Militar de São Bento de Avis de Portugal (23 de Janeiro de 1948)
- Grande-Oficial da Ordem Militar de Nosso Senhor Jesus Cristo de Portugal (4 de Novembro de 1957)
- Oficial da Ordem Nacional da Legião de Honra de França (? de ? de 19??)

## Casamento e descendência
Casou em Abrantes, São João, 23 de Janeiro de 1914 com Maria Alexandrina Pacheco de Almeida de Abreu (Abrantes, São Vicente, 12 de Agosto de 1894 - ?), filha de Tiago Hipólito Solano de Abreu (Abrantes, São Vicente, 25 de Fevereiro de 1861 - 10 de Agosto de 1939) e de sua mulher (Sardoal, Sardoal, Quinta do Vale da Lousa, 27 de Agosto de 1882) Maria Cândida Pacheco de Almeida (Abrantes, São Vicente, 4 de Janeiro de 1863 - ?), com geração.